# Columbimorphae
Columbimorphae là một nhánh chim chứa các loài thuộc 3 bộ Columbiformes (chim bồ câu), Pterocliformes, và Mesitornithiformes. Các phân tích trước đây cũng đã xác nhận nhóm này, mặc dù về các mối quan hệ chính xác là khác nhau.

## Phân loại
|                 | Columbiformes (chim bồ câu)                                           |
|                 |                                                                       |
| Pteroclimesites | \| \| Pterocliformes \| \| \| \| \| \| Mesitornithiformes \| \| \| \| |
|                 | \| \| Pterocliformes \| \| \| \| \| \| Mesitornithiformes \| \| \| \| |
|                 | Pterocliformes                                                        |
|                 |                                                                       |
|                 | Mesitornithiformes                                                    |
|                 |                                                                       |

|  | Pterocliformes     |
|  |                    |
|  | Mesitornithiformes |
|  |                    |